# Zelotes quadridentatus
Zelotes quadridentatus är en spindelart som först beskrevs av Embrik Strand 1906.  Zelotes quadridentatus ingår i släktet Zelotes och familjen plattbuksspindlar.
Artens utbredningsområde är Tunisien. Inga underarter finns listade i Catalogue of Life.